# Nožice
Nožice – wieś w Słowenii, w gminie Domžale. W 2018 roku liczyła 600 mieszkańców.